# Endometriose
Endometriose is een chronische ziekte waarbij weefsel dat enigszins lijkt op endometrium (baarmoederslijmvlies, de bekleding van de baarmoeder) zich buiten de baarmoeder bevindt. Er zijn echter verschillen tussen endometrium en endometrioseweefsel. In sommige gevallen leidt dit tot ontstekingen. De exacte oorzaak van endometriose is tot op heden niet bekend.

## Beschrijving
Endometrioseweefsel bevat endometrieke klieren en stroma. De klieren scheiden stoffen af die de omliggende weefsels irriteren, waardoor het omliggende weefsel soms gaat bloeden. Het immuunsysteem reageert op de afgifte van deze stoffen met het vrijmaken van ontstekingseiwitten, die naar de plaats van de ziekte gaan en zwelling en ontsteking veroorzaken. De ziekte zelf en de ontstekingsreactie op de ziekte kunnen de patiënt ernstige (bekken)pijn bezorgen. Na verloop van tijd kan littekenweefsel ontstaan en strengen/banden van littekenvorming, waarbij de bekkenorganen aan elkaar worden geplakt (verklevingen). Dit kan  tot verminderde vruchtbaarheid leiden.
Endometriose komt voornamelijk in de buikholte voor, maar kan zich ook op andere plaatsen in het lichaam bevinden. De meest voorkomende plekken zijn de eierstokken en het buikvlies van het kleine bekken. In zeldzame gevallen komt het voor buiten de buikholte, bijvoorbeeld in de borstkas (thorax-endometriose), dit kan een klaplong veroorzaken. Ook is endometriose bij patiënten aangetroffen op de longen, in de hersenen of in de neus.
Er zijn vier soorten endometriose:
- oppervlakkige endometriose. Hierbij ligt het endometrioseweefsel op de organen.
- diep invasieve endometriose. Hierbij groeit het endometrioseweefsel door de wand van organen heen. Dit kan tot blijvende beschadigingen leiden.
- ovariële endometriose (endometriose in de eierstokken). Hierbij vormt het endometrioseweefsel aan de eierstokken cysten, die gevuld zijn met oud bloed met een chocoladebruine kleur. Deze cysten worden 'endometriomen', 'endometriosecysten' of 'chocoladecysten' genoemd.
- adenomyose (of adenomyosis uteri). Hierbij groeit het endometriose in het myometrium, de spierwand van glad spierweefsel van de baarmoeder.

Schattingen van het aantal personen met endometriose lopen uiteen, maar algemeen wordt aangenomen dat het voorkomt bij 7-10% van de
vruchtbare vrouwen. Er is een hogere prevalentie bij vrouwen met vruchtbaarheidsproblemen: tot wel 20/25%. Het is daarmee een van de belangrijkste oorzaken van onvruchtbaarheid bij vrouwen. Wereldwijd zouden naar schatting 176 miljoen
tot 200 miljoen vrouwen in de vruchtbare leeftijd endometriose hebben. Aangezien endometriose niet beperkt is tot de vruchtbare leeftijd, zijn er ongeveer 860.000 vrouwen in Nederland met endometriose. Ook zijn er enkele gevallen bekend van endometriose bij mannen. Er werd verondersteld dat de aanwezigheid van endometriose bij mannen direct gerelateerd was aan oestrogeentherapie of de inzet van GnRH-agonisten bij bijvoorbeeld prostaatkanker, maar er is minimaal één geval bekend van een man bij wie endometriose is aangetroffen en bij wie geen sprake was van hormoontherapie. Dit wijst nog meer in de richting van Mulleriosis als oorzaak van endometriose (zie 'oorzaken').

## Ontstaanswijze

### Inwendige factoren
Hoe endometriose ontstaat is niet precies bekend, maar er is een aantal mogelijke mechanismen:
- retrograde menstruatie / autotransplantatie: tijdens de menstruatie verlaat het grootste gedeelte van het bloed met endometriumweefsel via de vagina het lichaam. Maar een klein gedeelte stroomt via de eileiders de buikholte in. Dit komt bij de meeste vrouwen voor, maar wordt in principe door het lichaam opgeruimd. Bij personen met endometriose blijven er endometriumcellen in leven, deze kunnen dan endometriosehaardjes vormen die onder invloed van de hormonen van de menstruatiecyclus verder uitgroeien. Deze verklaring wordt niet waarschijnlijk geacht, aangezien endometriose ook voorkomt bij vrouwen die niet menstrueren, en bovendien is aangetroffen in foetussen.[10][11]
- lymfogeen: mogelijk verspreiden endometriumcellen zich via de lymfevaten.
- hematogeen: endometriose komt ook buiten de buikholte voor, bijvoorbeeld in de borstholte (thorax). De tot nu toe meest aangenomen verklaring hiervoor is dat endometriumcellen zich via de bloedbaan verplaatsen.
- directe transplantatie: bij operaties kunnen endometriumcellen met het instrumentarium in de wondranden terechtkomen, waardoor in het operatielitteken endometriose ontstaat.
- metaplasie: mogelijk zijn de cellen van het buikvlies in staat om te veranderen in endometriumcellen. Het is echter niet bekend welke prikkel de cellen hiertoe kan aanzetten.
- mulleriosis theorie: deze theorie verwijst naar een ontwikkelingsstoornis in het embryonale stadium. In week 8-10 van de ontwikkeling van een embryo ontstaat er een fout in de differentiatie of migratie van cellulaire componenten van het mülleriaanse kanaalsysteem, hetzij endometrium, myometriaal, tubaal of cervicaal, of van het coelomisch epitheliaal van het volwassen peritoneum, waaruit zowel de müllerische kanalen als het peritoneum ontstaan.[12] Het concept mülleriose is een verbrede kijk op de embryonale rusttheorie die Russell en anderen hebben aangedragen.[13]

Het lijkt er bovendien op dat endometriose genetisch bepaald is; het komt in sommige families vaker voor. In een grote IJslandse studie is aangetoond dat een zus met endometriose de kans op endometriose vervijfvoudigt, en een nicht met endometriose de kans 1,5 keer zo groot maakt. DNA-analyse bij 132 vrouwen door onderzoekers van de Yale School of Medicine onder leiding van Dr. Hugh S. Taylor toont ook een genetische aanleg aan. Ze stellen dat een mutatie op het KRAS-gen (het gen dat de groei van cellen reguleert) een verhoogd risico betekent bij het ontstaan van de aandoening. De mutatie zou voorkomen bij 31% van de vrouwen met de aandoening en slechts bij 5,8% van de vrouwen zonder endometriose.

### Externe factoren
- Stress: Een studie van experts onder leiding van dr. Appleyard op het vlak van endometriose die gepresenteerd werd op de 121e bijeenkomst van de American Physiological Society toonde aan dat stress een grote invloed heeft op de ontwikkeling van endometriose. De studie werd uitgevoerd op ratten die geïnduceerd werden met endometriosecellen. Vervolgens werden de dieren blootgesteld aan chronische en stressvolle situaties die de dieren niet zelf konden beheersen. De dieren die niet geïnduceerd waren ontwikkelden geen endometrioseblaasjes. De dieren die wel geïnduceerd waren, maar niet aan stress waren blootgesteld ontwikkelden endometriosehaarden van ongeveer 0,96 mm per dier. De dieren die geïnduceerd waren en aan stress werden blootgesteld ten slotte ontwikkelden endometriosehaarden van gemiddeld 5,27mm per dier. De wetenschappers concludeerden hierdoor dat er een verband is tussen de waargenomen mestcellen in de dikke darm en het verhoogde niveau van inflammatoire cellen in het buikvlies ten gevolge van een reactie van het immuunsysteem, aangezien dit zowel werd waargenomen bij de ratten als bij de menselijke endometriosepatiënten.[18]
- (Anti-)Conceptie: De aandoening komt in Derdewereldlanden minder vaak voor dan in de Westerse wereld. Mogelijk is er een verband met het feit dat men in derdewereldlanden op jongere leeftijd kinderen krijgt en vrouwen gemiddeld vaker zwanger zijn. In Westerse samenlevingen houden vrouwen meer controle over hun vruchtbaarheid, waardoor ze in hun leven vaker menstrueren en de kans op endometriose bijgevolg toeneemt.[19]
- Milieuvervuiling: Dierproeven tonen aan dat dioxinen en pcb's een risicoverhogende factor vormen voor de ontwikkeling van endometriose. Er zijn echter vooralsnog geen bewijzen geleverd dat dit bij de mens ook zo is. Wel is er een onderzoek van Duitse wetenschappers uit 1992 dat aantoont dat vrouwen met hoge pcb-niveaus in het bloed een hogere prevalentie hadden van endometriose.[20] De toxines hebben de neiging zich op te slaan in dierlijke vetten, zoals vlees- en vis en zuivelproducten. Er zijn dan ook aanwijzingen dat een vegetarisch dieet (waardoor de producten die de meeste organochlorines bevatten vermeden worden) een positief effect op de aandoening heeft. Daar er echter ook residuen van pesticiden (gechloreerde koolwaterstoffen) op niet-organische groente en fruit kunnen achterblijven is het uiterst belangrijk om groente en fruit altijd goed te wassen.[21]
- Voeding: Bepaalde voedingsstoffen hebben vermoedelijk een invloed op de ontwikkeling van de aandoening. Onderzoekers van de Harvard School of Public Health toonden in 1999 aan dat vrouwen die veel cafeïne gebruiken een hogere kans hebben om endometriose te krijgen.[22]

## Symptomen
Endometriose kan geheel asymptomatisch zijn, de meest voorkomende symptomen zijn:
- infertiliteit (onvruchtbaarheid)
- amenorroe (uitblijven van menstruatie) / onregelmatige menstruatie[23]
- menorragie (overvloedig / langdurig menstrueren)
- (secundaire) dysmenorroe (abnormale menstruatiepijn)
- ovulatiepijn
- pijn in onderbuik en/of onderrug, soms uitstralend naar de benen
- opgezette buik (bij 96% van de patiënten)[24]
- dyspareunie (pijn bij geslachtsgemeenschap)
- abnormaal bloedverlies (vaginaal / anaal / urine)
- pijn bij het ontlasten en/of urineren
- (chronische) vermoeidheid[25] / lusteloosheid
- slapeloosheid[26]
- premenstrueel syndroom (PMS)
- depressie / humeurigheid / prikkelbaarheid[25]

Naast deze symptomen kunnen er nog andere klachten zijn, deze zijn bijna altijd cyclusgerelateerd maar kunnen na verloop van tijd constant aanwezig zijn.

## Verschillen tussen endometrium en endometrioseweefsel
Endometrioseweefsel lijkt een beetje op endometrium (baarmoederslijmvlies), maar er zijn meer verschillen dan overeenkomsten. Er zijn veel wetenschappelijke studies gedaan waarbij één of meerdere eigenschappen zijn vergeleken, en van 38 eigenschappen is een verschil tussen de weefsels aangetoond. Van 8 eigenschappen is overeenkomst tussen de weefsels aangetoond. Dr. David Redwine heeft bijna 50 studies in kaart gebracht die de verschillen en overeenkomsten hebben onderzocht.

## Behandeling
De behandeling bestaat uit medicijnen, een of meer operaties, of een combinatie van beide.

### Lichamelijk en aanvullend onderzoek
Bij het speculumonderzoek is soms een blauwig plekje in de vaginaplooi tussen de baarmoederhals en de endeldarm zichtbaar. Bij het vaginaal toucher kan de arts voelen dat de eierstokken gezwollen zijn als er endometriomen in zitten, of pijn bij het opdrukken van de baarmoeder. Endometriomen zijn bij echografie op het beeldscherm zichtbaar als ronde grijze structuren. Om definitief de diagnose 'endometriose' te kunnen stellen is een laparoscopie (kijkoperatie) nodig. In het bloed kan de tumormarker Ca-125 verhoogd zijn, terwijl er geen tumor aanwezig is. Er is echter weinig meerwaarde van het testen van CA-125 voor de diagnostiek van endometriose.

### Geneesmiddelen
Op dit moment zijn alle beschikbare geneesmiddelen symptoombestrijding; ze laten endometrioseweefsel niet verdwijnen:
- pijnstillers, waaronder NSAID's
- anticonceptiepil (combinatiepil) zonder stopweek (legt de menstruatiecyclus 'plat')
- progestageen-alleen anticonceptie: een hormoonhoudend spiraaltje, provera, depo-provera, orgametril (bij deze vormen van anticonceptie treedt er (meestal) geen menstruatie op, en in veel gevallen ook geen eisprong)
- gnRH-agonisten (synthetisch GnRH-hormoon dat de patiënte in een tijdelijke kunstmatige menopauze brengt)
- danazol, een hormoon met androgene (bij)werking waardoor de patiënte in een tijdelijke kunstmatige menopauze komt, of een synthethische variant zoals gestrinone of dydrogeserone.[33] Danazol wordt in Nederland niet meer voorgeschreven vanwege ernstige bijwerkingen.[34]

De gnRH-agonisten (bijvoorbeeld lucrin en zoladex) geven vaak ernstige en soms permanente bijwerkingen door de menopauzale hormoonniveaus. Daarom mogen zij maximaal 6 maanden worden toegediend. In praktijk krijgen sommige patiënten deze middelen (veel) langer toegediend, wat tot nog meer schade leidt. Bijwerkingen zijn (óók bij gebruik korter dan 6 maanden) onder andere opvliegers, verlies van botdichtheid, verslechterde eierstokfunctie ná het stoppen met het middel, geheugenproblemen en slapeloosheid. Toediening van 'add-back' oestrogeen en/of progestageen tijdens het gebruik van een GnRH-agonist voorkomen niet bij iedereen de (soms permanente) bijwerkingen.
Een nieuwe categorie medicijnen is die van de GnRH-antagonisten. De eerste daarvan, elagolix (merknaam Orilissa) is in 2018 door de Food and Drug Administration (FDA) toegelaten op de Amerikaanse markt. Een variant hierop is relugolix, waarvoor nu trials lopen. Ook deze middelen hebben als doel om symptomen te onderdrukken. Elagolix doet dit niet beter dan GnRH-agonisten en ook niet beter dan hormonale anticonceptie. De bijwerkingen zijn vergelijkbaar met die van de GnRH-agonisten: opvliegers, botontkalking, misselijkheid. Door deze middelen stopt de menstruatie, waardoor cyclusgebonden pijn afnam bij proefpersonen. Het effect op chronische pijnklachten was beperkt. Het is onduidelijk wat de langetermijneffecten van deze middelen zijn. Naast de botontkalking met langetermijngevolgen, lijkt ook het risico op hart- en vaatziekten te verhogen.

### Operatief
Via een laparoscopie of laparotomie kan endometrioseweefsel worden verwijderd. Laparotomie heeft hierbij niet de voorkeur, vanwege verhoogd infectierisico en daarnaast langere hersteltijd dan bij een laparoscopie. Hierbij kunnen verschillende technieken worden gebruikt waaronder ablatie, cauterisatie/diathermie, coagulatie, fulguratie, laser-evaporisatie en excisie van endometrioseweefsel. Bij vrijwel alle technieken (behalve excisie) gaat het om methoden waarbij er weefsel wordt verbrand/verdampt; dit maakt het onmogelijk samples uit te nemen voor pathologisch onderzoek. Ook is het bij gebrek aan uitgenomen weefsel onmogelijk om te achterhalen of de hele laesie is verwijderd.
Daarnaast is ablatie (alle technieken waarbij er weefsel wordt verbrand/verdampt) in het overgrote deel van de gevallen geen permanente oplossing; na 7 jaar heeft bijna 60% van de patiënten een tweede operatie nodig. Ook is er een beter alternatief: excisie van endometrioselaesies is veel succesvoller (al is het succes erg afhankelijk van de ervaring en expertise van de chirurg). In een studie had bijna 80% van de patiënten bij wie ablatie was uitgevoerd (weer) pijnklachten twee jaar na de operatie, terwijl dit bij de excisie-patiënten zo'n 30% was. Een systematische meta-analyse uit 2017 toont aan dat er een jaar na operatie minder symptomen zijn bij de excisie-groep ten opzichte van de ablatie-groep.
Endometriose-cysten verdwijnen niet door medicatie, dus zullen in de regel operatief worden verwijderd. Adhesies (verklevingen) die ontstaan door endometriose, kunnen worden losgemaakt. In sommige gevallen wordt er een gedeelte van de darmen verwijderd. In zeer uitzonderlijke gevallen vindt een (gedeeltelijke) cystectomie (verwijdering van de blaas) plaats.
In zeldzame gevallen worden de eierstokken verwijderd (ovariëctomie) en/of de baarmoeder (hysterectomie). Dit verhelpt de endometriose niet; endometrioseweefsel komt buiten die organen voor en blijft gewoon zitten, en ook menopauze (veroorzaakt door het verwijderen van de eierstokken) leidt niet altijd tot het stoppen van symptomen. Een baarmoeder- of eierstokverwijdering kan wel helpen bij andere aandoeningen/klachten, zoals overmatig menstrueel bloedverlies, pijnklachten door adenomyose of malformaties van de baarmoeder. Verwijdering van deze organen moet goed worden afgewogen, omdat er ook grote gevolgen kunnen zijn voor de algehele gezondheid; onder andere vervroegde menopauze, ook bij alleen een baarmoederverwijdering (gemiddeld twee jaar eerder) en een verhoogd risico op hart- en vaatziekten. Het verwijderen van eierstokken wordt bij goedaardige aandoeningen dan ook afgeraden.

### Aanvullend
Een aangepast dieet, waarbij zoveel mogelijk dierlijke eiwitten uit vlees, vis en zuivel worden vermeden, net als alcohol, tarwe- en sojaproducten, cafeïne, suiker en kunstmatige zoetstoffen als aspartaam, chocolade en gefrituurd voedsel. De nadruk bij een endometriose-dieet ligt op gedroogde en verse vruchten en groenten, met name peulvruchten en zeewier, en suikervrije dranken, zoals kruidenthee en verse vruchtensappen. Een aangepast dieet kan mogelijk symptomen verminderen, maar helpt lang niet altijd.

## Gevolgen op lange termijn
- Ovariumkanker: Op lange termijn zou endometriose kunnen leiden tot een verhoogd risico op eierstokkanker. Een onderzoek uit 2012 bij 7911 vrouwen (van wie 738 met een endometriose-achtergrond) toonde aan dat er een verhoogd risico bestaat van ongeveer 20,2% voor vrouwen met deze aandoening.[54] Dit zou niet komen door medicijnen ter behandeling van onvruchtbaarheid maar door de ontstekingen ten gevolge van de endometriose, zo toont een studie van onderzoekers van de Graduate School of Public Health aan de Universiteit van Pittsburgh.[55]
- Darmontsteking: Een Deens onderzoek bij 37.000 vrouwen met endometriose over een periode van 30 jaar toonde aan dat er een verhoogd risico van 50% bestaat op de ontwikkeling chronische darmontsteking. Bij de subgroep waarbij de endometriose chirurgisch was vastgesteld, was er zelfs een verhoogd risico van 80%.[56]
- Vruchtbaarheidsproblemen ten gevolge van de verkleving van de eileiders. Andere mogelijke gevolgen zijn de vorming van cystes die de innesteling van de bevruchte eicel verhinderden of verminderde beweeglijkheid van de eileider ten gevolge van de endometriose. In het geval van verminderde fertiliteit wordt er vaak gekozen voor een KI- of IVF-behandeling.[57]